# Pa Sang (huyện)
Pa Sang (tiếng Thái: ป่าซาง) là một huyện (amphoe) của tỉnh Lamphun, miền bắc Thái Lan.

## Địa lý
Các huyện giáp ranh (từ phía đông theo chiều kim đồng hồ) Mueang Lamphun, Mae Tha, Ban Hong và Wiang Nong Long của tỉnh Lamphun, Doi Lo và San Pa Tong của tỉnh Chiang Mai.

## Lịch sử
Ban đầu tên là Pak Bong after its central subdistrict, huyện đã được đổi tên thành Pa Sang năm 1953.

## Hành chính
Huyện này được chia ra thành 9 phó huyện (tambon), các đơn vị này lại được chia thành 86 làng (muban). Có 3 đô thị phó huyện (thesaban tambon) - Mae Raeng và Muang Noi nằm trên tembon cùng tên, còn Pa Sang nằm trên một phần của tambon Pa Sang và toàn bộ tambon Pak Bong. Có 5 Tổ chức hành chính tambon.
| STT. | Tên          | Tên Thái | Số làng | Dân số |  |
| ---- | ------------ | -------- | ------- | ------ |  |
| 1.   | Pak Bong     | ปากบ่อง   | 5       | 3.777  |  |
| 2.   | Pa Sang      | ป่าซาง    | 5       | 6.013  |  |
| 3.   | Mae Raeng    | แม่แรง    | 11      | 7.627  |  |
| 4.   | Muang Noi    | ม่วงน้อย   | 8       | 4.649  |  |
| 5.   | Ban Ruean    | บ้านเรือน  | 8       | 4.388  |  |
| 6.   | Makok        | มะกอก    | 9       | 5.705  |  |
| 7.   | Tha Tum      | ท่าตุ้ม     | 14      | 7.750  |  |
| 8.   | Nam Dip      | น้ำดิบ     | 14      | 10.136 |  |
| 11.  | Nakhon Chedi | นครเจดีย์  | 12      | 8.596  |  |

Các con số gián đoạn không có trong bảng là tambon nay tạo thành huyện Wiang Nong Long.